# ヤシン・エズテキン
ヤシン・エズテキン（トルコ語: Yasin Öztekin, 1987年3月19日 - ）は、西ドイツ・ノルトライン＝ヴェストファーレン州ドルトムント出身のプロサッカー選手。サムスンスポル所属。元トルコ代表。ポジションはFW (WG)。

## 経歴

### クラブ
ボルシア・ドルトムントの下部組織出身。2006年にレギオナルリーガに所属するセカンドチームに昇格し、2009年1月31日のバイヤー・レバークーゼン戦でトップチーム及びブンデスリーガデビューを果たした。ドルトムントでの公式戦出場はこの1試合に留まった。
2011年1月5日、ゲンチレルビルリイSKへフリートランスファーで加入し4年契約を結んだ。その後トラブゾンスポル、カイセリ・エルジイェススポルに移籍し、2014年8月にはガラタサライSKへ移籍金250万ユーロで完全移籍を果たした。

### 代表
世代別代表の経験はなく、2015年6月8日に行われたブルガリアとの親善試合でトルコ代表デビューを果たした。

## 人物・エピソード
- 2016年12月10日に警官を標的として起こったイスタンブール爆弾テロ事件の翌日に開催されたガズィアンテプスポル戦では、ゴールを決めた後に機動隊の元に駆け寄り追悼の念を込め抱擁を交わした[2]。なおこの試合でエズテキンはキャリア初となるハットトリックを達成している。

## タイトル

### クラブ
ガラタサライSK
- スュペル・リグ : 2014-15, 2017-18
- テュルキエ・クパス : 2014-15, 2015-16
- スュペル・クパ（トルコ語版） : 2015, 2016